# Z4
 Denne artikel omhandler en computer. Opslagsordet har også en anden betydning, se BMW Z4.
Z4 computeren, skabt af den tyske ingeniør og computer-pioner Konrad Zuse, og bygget af dennes firma Zuse KG, blev leveret til ETH Zürich, Schweiz, i september 1950. 
Z4 blev derved den første computer i verden der blev solgt og leveret på kommercielle vilkår, fem måneder før den engelske Ferranti Mark I og ti måneder før den amerikanske UNIVAC I.

## Eksterne links
- Professor Dr.-Ing. habil. Horst Zuse – Zuses søn Horst Zuses website, indeholder materiale om Konrad. (tysk)
- Billeder af Z4 - ETH Zürichs website (tysk)